# Winnebago
För andra betydelser, se Winnebago (olika betydelser).

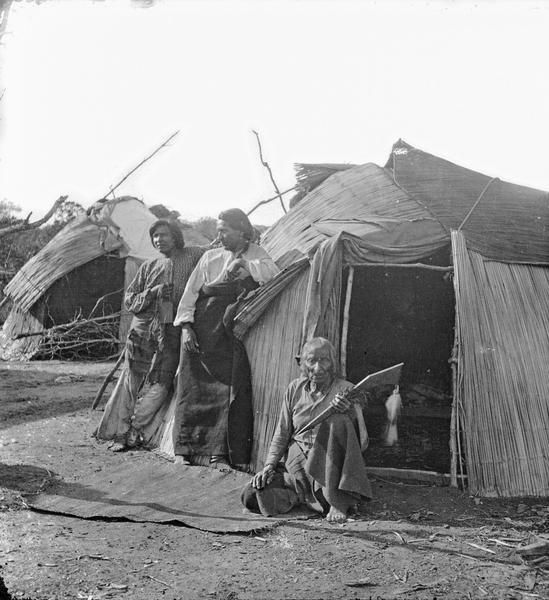
Winnebagohövdingen Wakandjaxega ("gul åskfågel") sittande utanför sin wigwam i slutet av 1800-talet då han enligt uppgift var över 100 år gammal. Föremålet han håller i handen är en namatce, en stridsklubba av traditionell typ. Foto: Henry Hamilton Bennett (1843-1908)

Winnebago är den algonkinspråkiga benämningen på en siouxspråkig nordamerikansk urfolkstam vars namn på det egna språket är Hotcaŋgara ("den stora fiskens folk"), på modern engelska Ho-Chunk. Den i litteraturen vedertagna beteckningen Winnebago härrör från Ojibwa-stammen. Det betyder ungefär "de bor vid grumligt/gyttjigt vatten" och finns även i namnet på en sjö som är känd för just detta (och sitt störbestånd): Lake Winnebago. 

## Språk
Winnebagoerna talar en isolerad östlig siouxdialekt som numera anses bilda en egen underavdelning, närmast besläktad med den dialekt som kallas chiwere och talas av missouri, iowa och oto. Ibland sammanslås dessa fyra dialekter ï litteraturen till ett dialektkontinuum under beteckningen winnebago-chiwere. 
En kuriositet gällande winnebagospråket är att en grov felöversättning av "Hotcaŋgara" som en gång gjordes av James Owen Dorsey har vunnit hävd inte bara i litteraturen utan även bland yngre winnebagoer som inte har språket som modersmål. Enligt den felaktiga översättningen skulle stammens namn egentligen betyda "people of the parent speech" (bokstavlig översättning skulle bli "big/real speech"). Den fria felöversättningen är egentligen språkligt obegriplig, men blir logisk om man, som Dorsey gjorde, kopplar den till stammens legend om att de var först med att tala ett sioux-språk och att övriga språk i språkfamiljen utvecklats ur deras. Ho kan betyda både "tal" och "fisk" men tcuŋk (stor, verklig) används i normalt språkbruk vanligen för att beskriva konkreta fysiska fenomen, ofta djur, till exempel cunktcuŋk = "stor/verklig hund" (varg). En abstrakt tolkning av det slag som Dorsey förespråkade har endast kunnat beläggas i winnebagospråket på ett sent stadium, troligen som ett resultat av europeisk påverkan. Det är således ingen större tvekan om att den arkaiska grundformen Hotcuŋk (modernare stavning hocâk) ska översättas "stor/verklig fisk", troligen syftande på den amerikanska stören (Acipenser fulvescens).
Winnebagospråket är i dag utrotningshotat. Omkring 230 talare återstod 1997. Nyare tillförlitliga uppgifter om antalet talare saknas.

## Historia

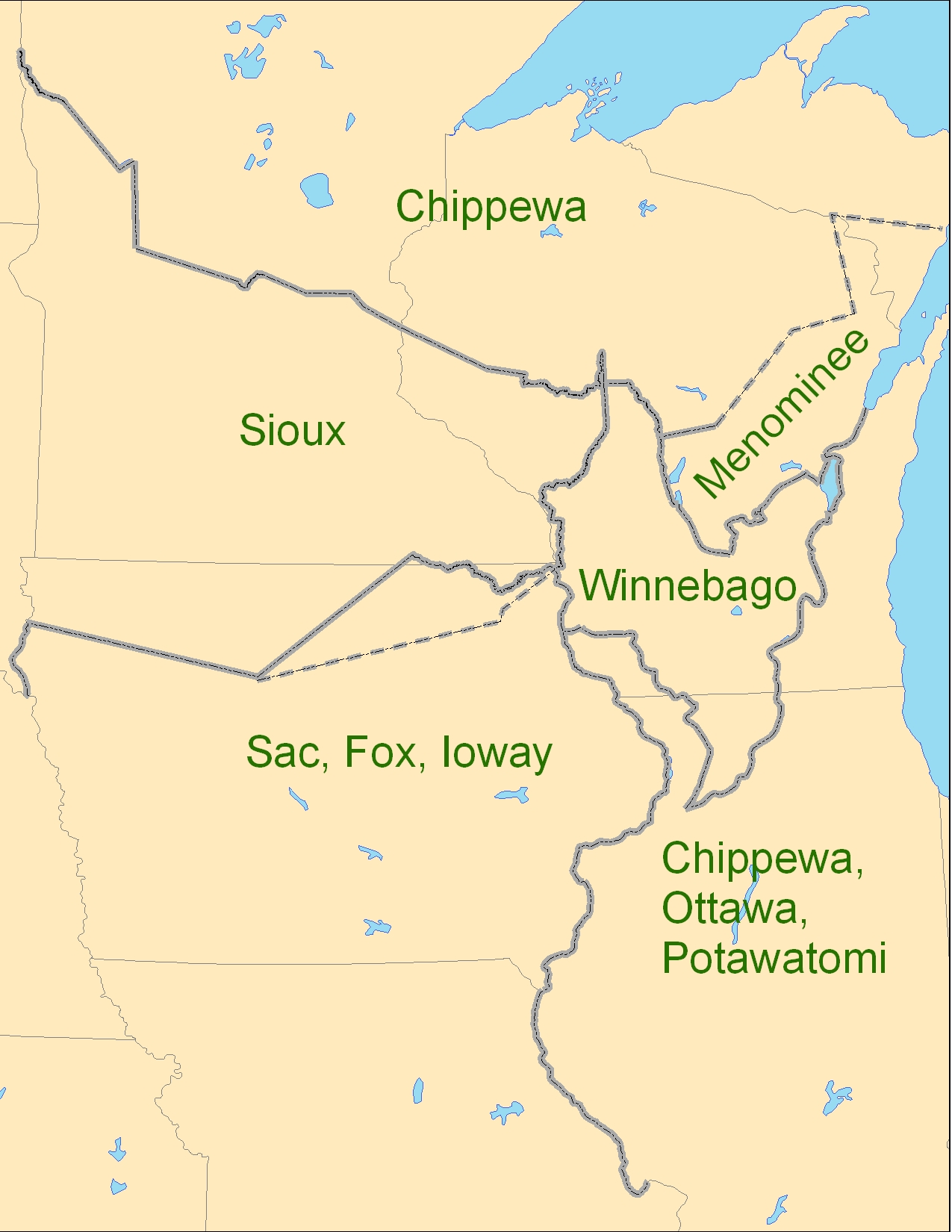
Fördraget i Prairie du Chien 1825 drog upp avgränsade nyttjandeområden med formella gränser för de olika Indiannationerna i den övre Mellanvästern.

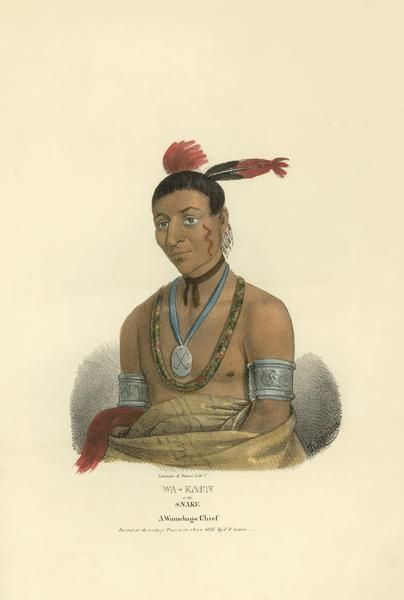
Wak'an ("orm") en winnebagohövding, avbildad av James Otto Lewis (1799-1858) i samband med undertecknandet av fördraget i Prairie du Chien 1825.

### Hemland
Winnebago-stammen vistades vid Lake Michigan i nuvarande Wisconsin när dess existens blev känd för européerna i början av 1600-talet. Den första vite besökaren, den franske guvernören Champlains sändebud Jean Nicolet stötte på stammen vid Green Bay-viken 1634. Täta kontakter med fransmännen ledde till ett långvarigt handelsavtal, enligt vilket fransmännen i princip hade ensamrätt på handeln i området. Enligt stammens traditioner var det en winnebago som för första gången försåg fransmännen med tobak. Stammen hade, när den 1908-13 för första gången undersöktes vetenskapligt inga bevarade traditioner om varifrån den kommit till Wisconsin.
Däremot hade winnebagoerna traditioner om att ett antal andra stammar uppkommit genom utbrytning från dem och flera av dessa stammar har egna traditioner som till viss del stöder detta. Ursprunget till quapawstammen skulle ha varit osämja om ett jaktbyte, vilket ledde till att sju familjer lämnade winnebagostammen och från dem härstammar quapawfolket. De språkligt närbesläktade otoernas traditioner uppger att de bröt sig ut ur winnebagostammen vid Green Bay. Hos  iowaerna säger traditionen att det snarare var winnebagoerna som var utbrytarna ur en större gemenskap, till vilken förutom iowaerna och otoerna hörde även missouri, omaha och ponca. Orsaken ska ha varit att winnebagoerna av det rika fisket lockades att stanna i trakten mellan Lake Michigan och Lake Winnebago. Det var enligt legenden just därför winnebagoerna kallades "den stora fiskens folk". De övriga stammarnas förfäder fortsatte däremot sin förflyttning i sydvästlig riktning.

### Krigiskhet
Winnebagoerna ansågs vara mycket krigiska. En fransman, Nicholas Perrot, som vistades hos stammen långa tidsperioder under åren 1660-80 uppgav att de för att sätta sig i respekt hos sina grannar kokade sina krigsfångar i stora grytor, dock inte för att äta dem som en del andra källor påstår. Krigiskheten var till stor del dikterad av omständigheterna. Winnebagostammen var språkligt helt isolerade; samtliga angränsande stamterritorier beboddes av algonkinspråkiga stammar. Endast med en av dessa, nämligen menominee, upprätthölls vänskapliga förbindelser.

### Winnebagokriget
När USA bildats och tagit över kontrollen av området efter Storbritannien slöts 1816 ett fredsfördrag med winnebagoerna och övriga stammar i området. Ett senare avtal gällande gränsdragningen mellan nybyggare och urfolkområde som undertecknades 1825 i Prairie du Chien ledde till motsättningar mellan stammarna vilkas område kraftigt minskades och irritationen riktade sig alltmer mot de vita nybyggarna som var grundorsaken till den ökade konkurrensen. Våren 1826 mördades en hel nybyggarfamilj från Prairie du Chien och sex winnebagokrigare greps snart därefter misstänkta för dådet. Fyra frigavs men två behölls i häkte och förflyttades till säkrare förvaring i Fort Snelling. Ett rykte spred sig då att de amerikanska soldaterna hade dödat dem utan rättegång och detta utlöste sommaren 1827 det händelseförlopp som kom att kallas Winnebagokriget, den enda väpnade konflikten mellan USA och winnebagostammen.
Något krig i egentlig mening blev det aldrig då den lokala minuteman-milisen aldrig hittade urfolken som rörde sig längs Mississippifloden och utförde överraskningsanfall på nybyggare och flodtransporter. Frivilliga från andra stammar som sauk och potawatomi anslöt sig till kriget och deltog i anfallen på vita bosättningar. Kriget krävde totalt mindre än 20 dödsoffer på båda sidor. Inför hotet att reguljära trupper skulle anlända inom kort för att slåss mot urfolken kapitulerade dessa överraskande 27 september. Ett fredsavtal slöts i augusti 1828 i Green Bay då winnebagostammen och övriga inblandade urfolk tvingades avstå från alla rättigheter till norra delen av Illinois för drygt 500 000 dollar. Senare (1830) slöts ytterligare kompletterande avtal med saukfolket. De i praktiken påtvingade villkoren i fredsavtalen ledde oundvikligen till ett nytt krig i området, det s.k. Black Hawk-kriget 1832, vilket dock inte winnebagostammen deltog i.

### Moderna urfolknationer
Idag är de winnebagoer som bor kvar i reservaten uppdelade i två separata stammar, en i Nebraska och en i Wisconsin. Den senare kallas sedan en tid officiellt Ho-Chunk Nation of Wisconsin. Den nuvarande uppdelningen beror på att USA:s regering i slutet av 1800-talet och början av 1900-talet tvångsförflyttade en stor del av winnebagoerna till indianreservat i Nebraska. Det har bland annat lett till vissa språkliga skillnader och till att de två grupperna numera officiellt räknas som olika stammar. Winnebagoerna i Nebraska kallar sig numera winnebagoer medan deras stamfränder i Wisconsin kallar sig "Ho-Chunk" ("big speech"), vilket varken är historiskt eller språkligt korrekt men sannolikt en medveten anpassning till den gamla myten om winnebagoerna som det ursprungliga siouxtalande folket.

## Social struktur och kulturmönster

### Klansystemet
Basen för winnebagoernas sociala organisation var klanindelningen. Alla stammedlemmar tillhörde någon klan. Överordnat var hela stammen delad i två huvudavdelningar i likhet med många andra siouxstammar, t.ex. osagerna. De hette waŋgeregi herera ("de som är ovanför") och manegi herera ("de som är nedanför").
Klanerna var tolv till antalet, (klanens totem nedan inom parentes). Namnet är oftast lika med totemnamnet; om totemdjuret inte är känt anges en översättning med citationstecken.
- waŋgeregi herera, fyra klaner:

1. wakandja (åskfågel)
2. wonaire uaŋkcik, "krigarfolk"
3. tcaxcep (örn)
4. rutcge (duva)

- manegi herera, åtta klaner:

1. huntc (björn)
2. cunktcuŋk (varg)
3. waktcexi, "vattendemoner"
4. tca (rådjur)
5. hunwan (hjort)
6. tce (bison)
7. ho (fisk)
8. wak'an (orm)

Denna indelning styrde det sociala livet hos winnebagoerna mycket detaljerat. Vilken klan man tillhörde bestämde till exempel vilka det var tillåtet att gifta sig med. Stammens hövdingar valdes undantagslöst ur åskfågelklanen. Krigarfolket var, som namnet antyder, den klan som ledde stammens krigsorganisation. Björnklanen ansvarade för stammens polisiära funktioner och bisonklanen utsåg de "offentliga ropare" som var stammens främsta nyhetsförmedlare och de personer som skulle fömedla när hövdingens och majoritetens åsikter inte sammanföll.

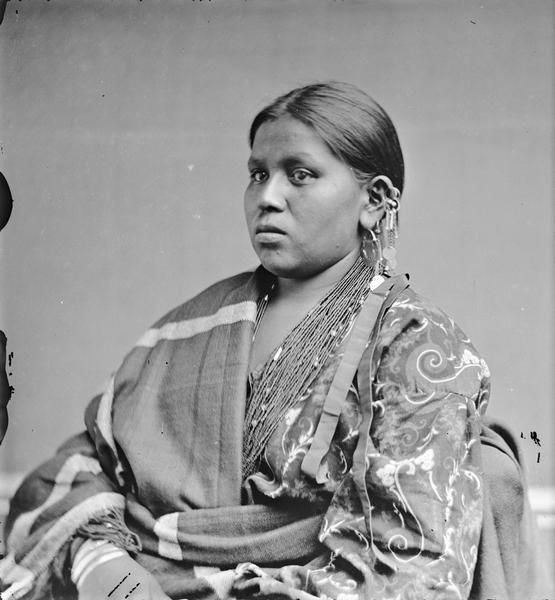
Henookeku ("yngsta flickan"), en winnebagoflicka i "modern" utstyrsel omkring sekelskiftet 1900. Foto: Henry Hamilton Bennett

Även personnamnen för vuxna bestämdes av klansystemet. Barnen namngavs dock från början lika beroende på ordningen. Den äldste sonen hette till exempel alltid K'unu, nästa He'nu, nummer tre Ha'ga, totalt sex sådana standardnamn fanns för båda könen. Den äldsta dottern fick således alltid vid födelsen namnet Hi'nu, nästa Wi'ha, den tredje Aksi osv. De tolv standardnamnens betydelse och ursprung var bortglömda redan i början av 1900-talet.
Så småningom byttes barnnamnet ut mot ett vuxennamn som direkt angav vilken klan man tillhörde, dock utan att i flesta fall kunna direkt härledas till klanens totemdjur av utomstående. Till exempel kunde mansnamnet Inek'iminaŋka ("sitter ensam") endast bäras av män i björnklanen. Att "sittaren" är en björn är underförstått, liksom i namnen Noruxoga ("klöser trädet") och Hodihuga ("kommer klättrande [nedför] trädet"). I namn som Wajiga ("rödbrun björn"), Wakizananpiŋga ("har en vit fläck under strupen") och Cagep'ahiga ("den med svarta klor") är namnsambandet med klanens totemdjur mer eller mindre tydligt. Ordet "björnen" i bestämd form, hundjga, förekom ofta som komponent i flerledade personnamn och sådana namn kunde givetvis endast bäras av någon som tillhörde björnklanen.
De tolv klanernas huvudmän hade gemensamt ansvaret för att vid årets viktigaste ceremoni, Wagigo, vinterfesten, genomföra de tolv krigsritualer som gav stammen "god medicin" mot alla fiender och säkrade winnebagoernas fortsatta existens i den osäkra och oförutsägbara tillvaro där stammen var helt omgiven av algonkintalande grannar och utan regelbunden kontakt med sina siouxspråkiga släktingar.

## Religiösa föreställningar
Winnebagoernas religion var polyteistisk. Deras föreställningsvärld befolkades av en mängd gudar och oräkneliga andeväsen av olika slag, alla sammanfattade i ordet wak'an ("de heliga", "det heliga", "det mystiska") som också kan ha betydelsen "orm".
Den främsta guden var "jordskaparen" Man'una, även kallad Wajangunzera ("han som skapar någonting"). En annan, mer arkaisk gud, var solen, Hanboradjera ("han vandrar på dagen").
Vid tiden för européernas ankomst hade dyrkan av solen minskat i popularitet och dess plats som nummer två i gudahierarkin hade tagits av åskfågeln Wakandja, enligt mytologin ursprungligen en skallig örn, vars mänskliga ättlingar (åskfågelklanen) var ett resultat av att han till skillnad från andra gudar kunde uppträda inför människor i kroppslig gestalt och direktkommunicera med dem.
Jorden ansågs vara en kvinnlig gud. Hon tillhörde likt solen det äldsta skiktet i gudahierarkin och kallades ofta "vår mormor" i winnebagoernas äldsta legender. Till samma arkaiska grupp av gudar hörde också morgonstjärnan, månen och en något udda figur i sammanhanget, haren.
En gudagestalt, som möjligen lånats av någon algonkinsk grupp, är vattenmonstret, Waktcexi, som i mytologin uppträder på samma sätt som ojibwaernas Nibinaabe och har samma egenskap av att se ut som om han är till hälften människa och till hälften fisk.
I winnebagoernas religion finns ytterligare en antropomorf gud, Hocererun wahira ("sjukdomsgivaren"), som bryter loss delar av sin kropp och delar ut dem till människorna, delar från den ena sidan av kroppen medför sjukdom och död, delar från den andra sidan botar. Av förståeliga skäl avancerade sjukdomsgivaren snabbt i gudahierarkin efter européernas ankomst då smittkoppor, mässling och kolera skördade tusentals dödsoffer bland urbefolkningarna.
Förutom gudomligheterna befolkades världen enligt winnebagoerna av att stort antal väktar- och skyddsandar, som ofta uppträdde i djurgestalt och vars hjälp kunde åberopas i nöd och säkras med en lämplig offergåva, till exempel en näve tobak.
Märkligt nog trodde inte winnebagoerna på existensen av onda andar. Åtminstone finns sådana inte namngivna i deras mytologi, även om "ondska" som allmänt begrepp är känt och det förr fanns föreställningar om att det på grund av "onda väsen" kunde vara ohälsosamt att vistas i skogen på nätterna. I deras mytologi finns visserligen en, mycket sällan förekommande, gestalt som inkarnerar ondskan. Hans namn är Herecgu'nina, vilket betyder "han vars existens är betvivlad". Namnet och den sparsamma förekomsten i en mytologi som i övrigt saknar illvilliga andeväsen antyder ett främmande ursprung. Enligt en teori skulle denna gud vara ett sent inskott i mytologin, införd under påverkan från kristendomen. Winnebagoerna skulle alltså egentligen inte ha trott på djävulens existens men plockat med honom i sin gudasamling för säkerhets skull.
Winnebagoerna kallade döden för "snubblandet", en händelse efter vilken man reser sig omedveten om att något särskilt har hänt innan man ser sin egen döda kropp och förstår att man har dött och att det är dags att påbörja den långa vandringen till andevärlden. Där tar en gammal kvinna ut hjärnan och befriar en därmed från alla jordiska begär och rester av kroppslighet. Därefter kan man återkomma till sina anhöriga enbart i drömmar. Om man varit en mycket framstående krigare, eller medlem av medicinhyddans sällskap, kan reinkarnation förekomma. Om man inte blir reinkarnerad fortsätter tillvaron på andra sidan ungefär som i det jordiska livet, fast oändligt mycket enklare, utan problem som brist på mat och jakten på tillfredsställelse av andra kroppsliga behov.

## Materiell kultur

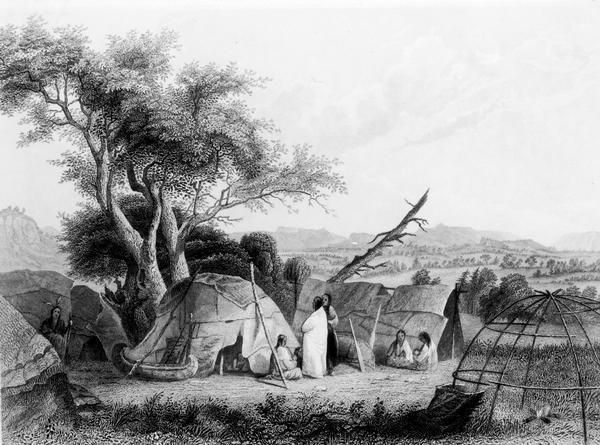
Winnebagofamilj utanför sin wigwam 1852. Teckning av Seth Eastman (1808-75)

### Bostaden
Winnebagoernas vanliga bostad var före européernas ankomst en enfamiljswigwam av barkmattor, kallad tci vilket är samma ord som förleden "ti-" i dakoternas tipi med betydelsen "att vistas". Bostadstypen är omöjlig att åtskilja från algonkinernas motsvarande konstruktioner och tros vara ett kulturellt lån av dem.
Ännu i början av 1900-talet uppgav gamla winnebagoer att den äldsta bostadstypen före wigwamens ankomst var ett stort långhus (tci se'rêtc) med tio öppna eldstäder längs husets mittgång. Långhusets väggar bestod av pålar av unga barrträd med kvarlämnade grenklykor högst upp. Raden av grenklykor bar upp horisontella takpålar som utgjorde basen för takstolarna. För att ge ökad styrka åt den lätta takkonstruktionen upprestes längs husets mittlinje tre höga blåmålade pålar på vilka taknocken vilade. Alla sammanfogningar i konstruktionen gjordes med bastband av lind (en:basswood, winnebago:hicke'runtc).
Taktäckningen bestod troligen av barkmattor eller något slags gräs (jfr agtak) men några säkra uppgifter om det finns inte. Långhuset kunde ha jordgolv eller ett upphöjt brädgolv på pålar i fuktig terräng.
Även efter att winnebagoerna övergått från långhus till wigwam för bostadsändamål fanns byggnader av långhustyp kvar i vissa av deras byar för ceremoniella ändamål.

### Klädedräkt och hårprydnader
Männens basklädesplagg var ett par benkläder, så kallade leggings, tillverkade av hjortskinn, kompletterade med ett höftskynke av tyg som täckte fram- och baktill men som av praktiska skäl inte var hopsytt undertill. Benkläderna var hopsydda om lott så att det bildades en "fena" på sidan på vilken det sattes långa fransar. Denna kombination utgjorde i princip den kompletta sommarklädseln för männen. Under den kalla årstiden användes en skjorta av hjortskinn, ofta prydd med glaspärlor, halvädelstenar och liknande runt halsöppningen och på axlarna. Ärmarna var hopsydda på undersidan och ofta försedda med långa fransar, dels längs sömmen på undersidan, dels längs sömmen där de var fastsydda vid skjortan. Pärlor kunde också förekomma på benkläderna, i så fall under knähöjd.
Kvinnornas klädsel var i princip likadan men deras leggings syddes ihop jämnt kant i kant och vinterskjortan var betydligt längre än männens. Mockasinerna syddes ihop av ett enda skinnstycke men var något olika. Männens hade en nedvikt "krage" på båda sidor och var hopsydda med mittsöm på fotens ovansida och bakom hälen. Kvinnornas mockasin däremot hade ett längre sidostycke som virades runt vristen och fästes med läderband.
Männen hade håret flätat i två flätor, kvinnorna i en. Männens mittbena var alltid målad med individuellt vald färg. Någon koppling mellan vissa färger i hårprydnad och klantillhörighet av den typ som finns hos t.ex. osagerna har inte kunnat bevisas. Vid fester använde winnebagomännen en hårprydnad som mycket liknar osagernas, en oftast rödfärgad tofs av hjorthår, i vilken en örnfjäder, ibland flera, var instucken. Kvinnornas festhårprydnad bestod vanligen av ett färggrant tygfodral för flätan med en mängd fastsydda pärlbandsremsor.

### Jakt, fiske och jordbruk

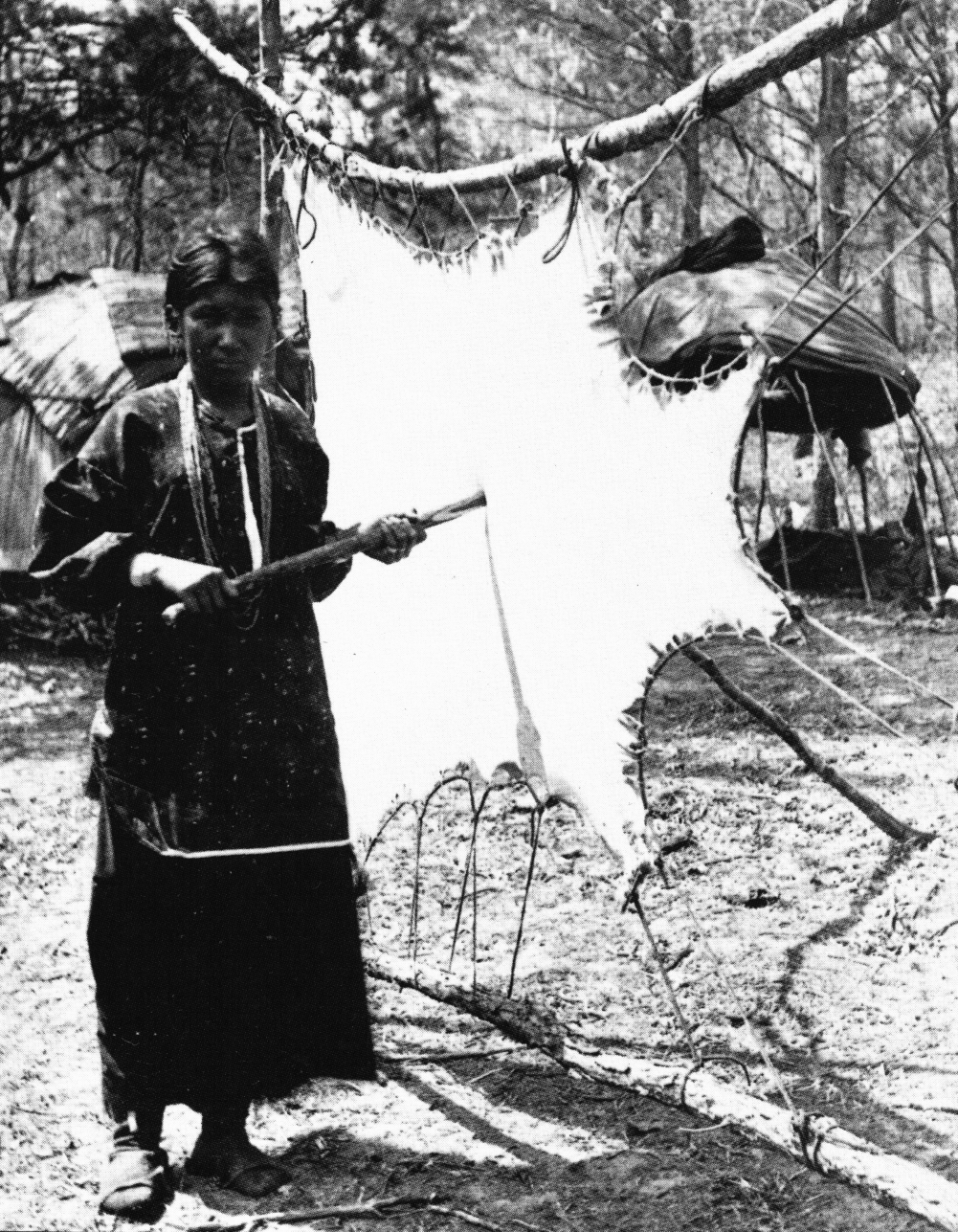
Winnebagokvinna bearbetar ett hjortskinn med skrapa för att avlägsna köttrester, ca 1880. Foto: Henry Hamilton Bennett

Jakt och fiske var förr winnebagoernas traditionella huvudnäringar. Ett antal djur åts inte av olika skäl: Helt förbjudna var alla mårddjur, sorkar, kråkfåglar, samt skunkar och hästar.
Jakten bedrevs dels med fällor av olika slag, dels med pilbåge. De vanligaste typerna av fällor var stockfälla och snara. Stockfällan användes vanligen för att fånga björn, räv och tvättbjörn, snaror av olika slag användes huvudsakligen för harar, kaniner och marklevande fåglar. Bävrar fångades ofta med hjälp av kamouflerade fångstgropar som grävdes i bävrarnas egna gångstigar. För hjortar användes en hinderfälla bestående av en ca 1,20 m hög riskonstruktion placerad tvärs över en hjortstig och en dold vass påle bakom den placerad så att hjorten inte kunde se den innan det var för sent. När hjorten hoppade över hindret spetsades den på pålen.
Den vanligaste metoden att jaga hjort var med pil och båge. Det fanns fem olika typer av pilar, av vilka tre var avsedda för djur och två för strid. Pilar som användes för hjortar och andra större däggdjur hade oftast spetsar tillverkade av sköldpaddsklor, flinta var reserverat för stridspilar. Pilar för mindre däggdjur som harar var liksom fågelpilar tillverkade helt av trä, oftast hickory och endast tillspetsade.
Fiske bedrevs också, oftast från kanot, ibland med en speciell fiskpil men vanligen med en harpun (woca) med spets av ben eller horn. Större mängder fisk åt gången fångades med en fälla bestående av en triangelformad fördämning som placerades i en konstgjord ränna i vilken vattnet från en bäck eller flod leddes. Alla fiskar åts med två undantag,  ål (Ho wak'an = "ormfisk") och "hundfisk" (Bågfena, lat:Amia calva).
Winnebagoernas jordbruk var relativt omfattande i äldre tid. Det fanns alltid åkrar i anslutningar till byarna. Det som framför allt odlades var majs (wahu), squash (witca'n) och bönor. Odlingen upphörde dock redan före 1900 till förmån för motsvarande produkter som handelsvaror. Majsen planterades på ett speciellt sätt runt rader av små konstgjorda kullar som fortfarande kunde ses på en del platser i Wisconsin i början av 1900-talet. 
Den vegetabiliska delen av kosthållningen kompletterades i äldre tid med en mycket omfattande bärplockning, av framför allt tranbär och blåbär. Även vildris samlades vid behov i stora mängder. Som en delikatess betraktades dora (Ipomoea pandurata) en släkting till sötpotatisen.

### Lek, spel och fester
Den absolut populäraste fritidssysselsättningen bland winnebagomännen var lacrosse (tcabonino'nugis hik'isik) som spelades med två lag om antingen 12 eller 22 spelare. Till skillnad från det moderna lacrossespelet fanns ingen målvakt, men väl två backar som höll sig nära det egna målet under hela matchen. På planens mitt fanns en liten upphöjning från vilken bollen sattes i spel när matchen började. Första laget som gjorde fyra mål vann matchen. Det fanns också en lacrossevariant för kvinnor (naiyaca'radji unk'isik) utan något byggt mål, endast ett streck på marken som ett slags målmarkering. I kvinnornas spel användes dessutom två bollar, sammankopplade med ett läderband. Kvinnolagen bestod av tio spelare som alla stod i linje framför mållinjen för att effektivt kunna blockera motståndarnas kast. Principen med först till fyra mål var densamma.
Ett annat populärt spel, endast för män, gick ut på att två krigare turvis sparkade på varandra, successivt allt hårdare tills någondera gav upp eller till sist ramlade omkull. Ett något mer intelligenskrävande spel spelades av två sittande femmannalag. Framför sig hade männen var sin mockasin. Under en av mockasinerna gömdes ett föremål. Lagen försökte sedan turvis lista ut under vilken mockasin föremålet fanns genom att den som stod i tur att gissa med en lång pinne petade på motståndarnas mockasiner en efter en samtidigt som han studerade mockasinägarnas minspel för att se någon avslöjande ryckning eller blinkning.
Det fanns också spel reserverade enbart för kvinnor. Ett sådant var k'ansu, ett tärningsspel med åtta tärningar, målade i vitt, svart och blått, motsatta sidor alltid i samma färg. Färgkombinationerna var värda olika poäng som premierades med särskilda räknepinnar av trä. Den sida som lyckades spela till sig samtliga pinnar vann.
Winnebagoernas årscykel innehöll ett antal fester, den viktigaste var Wagigo, vinterfesten, under vilken man utförde tolv krigsritualer som gav stammen "god medicin" mot alla fiender, d.v.s. alla algonkinspråkiga grannstammar med undantag av menomineerna. Under vinterfesten framträdde de tolv klanernas ledare i tur och ordning lade fram sin klans "krigsknyten", paket av hjortskinn innehållande klanens heliga krigsföremål. Med föremålen som stöd för minnet återgav varje klans huvudman sedan med hjälp av fyra sånger sin klans skapelsemyt och historia som han fått den berättad av sina föregångare. Därefter fortsatte festen med svettbad, piprökning och ett antal andra ritualer, av vilka en del ter sig rätt exotiska även för nutida winnebagoer, bland annat ett hundoffer genom strypning och en snabbätningstävling mellan klanernas främsta krigare.
Redan i början av 1900-talet hade vinterfestens ritualer förändrats kraftigt av andra sentida trosföreställningar och fått form och innehåll (bland annat inslag av peyotekulten) som betydligt avvek från äldre traditioner. Vinterfestens syfte var från början att stärka den sociala sammanhållningen inför vårens och sommarens oundvikliga sammandrabbningar med fientliga stammar. Men i början av 1900-talet tillhörde de förr regelbundna krigstågen en tid omkring tre generationer tidigare och berättelserna om dem föreföll därför nästan lika mytiska för yngre winnebagoer som klanäldstens sånger om skapelsen.